# إديث مارغريت جارود
كانت إديث مارغريت جارود (1872-1971) من بين أول المدربات المحترفات في الفنون القتالية في العالم الغربي. قامت بتدريب وحدة الحراسة الشخصية في الاتحاد النسائي الاجتماعي والسياسي (WSPU) على تقنيات الدفاع عن النفس في الجوجوتسو.

## الحياة
ولدت إيديث مارغريت ويليامز عام 1872 في باث، سومرست. بعد خمس سنوات، انتقلت عائلتها إلى ويلز، حيث بقيت هناك حتى حوالي عام 1893. تزوجت من ويليام جارود، مدرب الثقافة البدنية المتخصص في الجمباز والملاكمة والمصارعة. انتقلوا إلى لندن، حيث وجد ويليام عملاً كمدرب للثقافة البدنية لعدة جامعات.
بعد الانتهاء من تدريب مدرس التربية البدنية، تزوجت إديث ويليامز من مدرس التربية البدنية ويليام جارود. كان للزوجين ولد وبنت. 
في عام 1899، تم تقديم إديث مارغريت جارود إلى فن جيو جيتسو من قبل إدوارد ويليام بارتون رايت، أول مدرس جيو جيتسو في أوروبا ومؤسس فنون الدفاع عن النفس الانتقائية لبارتيتسو. بعد خمس سنوات، أصبحوا طلابًا في مدرسة جيو جيتسو للمدرب السابق في نادي بارتيسو ساداكازو أوينيشي في جولدن سكوير، سوهو. في عام 1907، ظهرت إيديث كبطلة في فيلم قصير بعنوان "جيو جيتسو تهبط على قطاع الطريق"، الذي أنتجته شركة باثى.
عندما غادر أوينيشي إنجلترا عام 1908، تولى ويليام منصب مالك ومدير مدرسة جولدن سكوير وأصبحت إيديث معلمة لصفوف النساء والأطفال.
شاعت إديث الجوجتسو من خلال إقامة العديد من المعارض في جميع أنحاء لندن وكتابة مقالات للمجلات. وابتداءً من عام 1908، قامت إيديث أيضًا بتدريس دروس في "نادي الدفاع عن النفس حق التصويت"، والذي كان مفتوحًا فقط لأعضاء حركة حق الاقتراع. منذ عام 1911، استندت هذه الفصول إلى أكاديمية بالاديوم، وهي مدرسة للرقص في شارع أرجيل.
في يناير 1911، صممت إديث جارود مشاهد القتال لمسرحية جدلية بعنوان ما يجب على كل امرأة معرفته. في أغسطس من ذلك العام، نُشرت إحدى مقالاتها حول الدفاع عن النفس للمرأة في مجلة الصحة والقوة.